# Amerotyphlops stadelmani
Espèce
Synonymes
- Typhlops stadelmani Schmidt, 1936

Amerotyphlops stadelmani est une espèce de serpents de la famille des Typhlopidae. 

## Répartition
Cette espèce est endémique du Honduras. Elle se rencontre entre 850 et 1 370 m d'altitude.

## Description
L'holotype d'Amerotyphlops stadelmani mesure 112 mm dont environ 3 mm pour la queue et dont le diamètre est de 3 mm. Cette espèce a le corps uniformément jaune pâle.

## Étymologie
Cette espèce est nommée en l'honneur de Raymond Edward Stadelman (1907–1991) qui a collecté l'holotype.

## Publication originale
- Schmidt, 1936 : New amphibians and reptiles from Honduras in the Museum of Comparative Zoology. Proceedings of the Biological Society of Washington, vol. 49, p. 43-50 (texte intégral).